# Islandia na Letnich Igrzyskach Olimpijskich 1936
Letnie Igrzyska Olimpijskie 1936 były trzecimi w historii Islandii igrzyskami olimpijskimi, ale pierwszymi jako państwo niepodległe. Islandię reprezentowało 12 zawodników. Chorążym ekipy był lekkoatleta Kristján Vattnes.

## Wyniki reprezentantów

### Lekkoatletyka

#### Mężczyźni

##### Konkurencja biegowe
| Zawodnik          | Konkurencja   | Eliminacje | Eliminacje | Ćwierćfinały | Ćwierćfinały | Półfinały | Półfinały | Finał | Finał   | Źródło |
| Zawodnik          | Konkurencja   | Czas       | Pozycja    | Czas         | Pozycja      | Czas      | Pozycja   | Czas  | Pozycja | Źródło |
| ----------------- | ------------- | ---------- | ---------- | ------------ | ------------ | --------- | --------- | ----- | ------- | ------ |
| Sveinn Ingvarsson | Bieg na 100 m | NN         | 5.         | NQ           | NQ           | NQ        | NQ        | NQ    | NQ      | [ 1 ]  |

##### Konkurencje techniczne
| Zawodnik            | Konkurencja    | Eliminacje | Eliminacje | Finał   | Finał   | Źródło |
| Zawodnik            | Konkurencja    | Wynik      | Pozycja    | Wynik   | Pozycja | Źródło |
| ------------------- | -------------- | ---------- | ---------- | ------- | ------- | ------ |
| Sigurður Sigurðsson | Skok wzwyż     | 1,80 m     | 23.        | NQ      | NQ      | [ 3 ]  |
| Sigurður Sigurðsson | Trójskok       | NN         | NN Q       | 13,58 m | 22.     | [ 4 ]  |
| Kristján Vattnes    | Rzut oszczepem | 52 m       | 22.        | NQ      | NQ      | [ 6 ]  |

##### Wieloboje
| Zawodnik          | Konkurencja   |          | 100 m   | Skok w dal | Kula | Skok wzwyż | 400 m | 110 m ppł. | Dysk | Tyczka | Oszczep | 1500 m | Wynik końcowy    | Źródło |
| ----------------- | ------------- | -------- | ------- | ---------- | ---- | ---------- | ----- | ---------- | ---- | ------ | ------- | ------ | ---------------- | ------ |
| Karl Vilmundarson | Dziesięciobój | Rezultat | 12.6    | 5,62 m     | DNS  | DNS        | DNS   | DNS        | DNS  | DNS    | DNS     | DNS    | Nieklasyfikowany | [ 7 ]  |
| Karl Vilmundarson | Dziesięciobój | Punkty   | 481 pkt | 472 pkt    | DNS  | DNS        | DNS   | DNS        | DNS  | DNS    | DNS     | DNS    | Nieklasyfikowany | [ 7 ]  |

### Piłka wodna
| Reprezentacja    | Runda eliminacyjna | Runda eliminacyjna | Runda eliminacyjna | Runda eliminacyjna                  | Runda eliminacyjna | Runda półfinałowa | Runda finałowa | Pozycja  | Źródło |
| Reprezentacja    | Przeciwnik Wynik   | Przeciwnik Wynik   | Przeciwnik Wynik   | Punkty Bilans meczowy Bilans bramek | Pozycja            | Runda półfinałowa | Runda finałowa | Pozycja  | Źródło |
| ---------------- | ------------------ | ------------------ | ------------------ | ----------------------------------- | ------------------ | ----------------- | -------------- | -------- | ------ |
| drużyna mężczyzn | Szwajcaria P 1-7   | Szwecja P 0-11     | Austria P 0-6      | 0 pkt 0-0-3 1:24                    | 4.                 | DNF               | DNF            | 13.- 16. | [ 8 ]  |

#### Skład
- Jón Ingi Guðmundsson
- Þórður Guðmundsson
- Jónas Halldórsson
- Þorsteinn Hjálmarsson
- Jón Jónsson
- Stefán Jónsson
- Magnús Pálsson
- Úlfar Þórðarson